# Der mächtigste König im Luftrevier
Der mächtigste König im Luftrevier (Den mäktigaste kungen i luftrummet) är en tysk militärmarsch från första världskriget, främst inom den tyska flottan. Efter första världskrigets slut användes en mening i texten (Wir sind die Herren der Welt, Vi är herrar över världen) som motto av vissa antisemitiska grupper såsom Deutschvölkischer Schutz- und Trutzbund, där personer som senare skulle organisera NSDAP var medlemmar. När partiet sedan tog makten 1933 ändrades texten av nazisterna så den passade in i den rådande ordningen.

## Inledande text (tyska)
Der Mächtigste König im Luftrevier
Ist des Sturmes gewaltiger Aar
Die Vöglein erzittern, vernehmen sie nur
Sein rauschendes Flügelpaar
Wenn der Löwe in der Wüste brüllt,
Dann erzittert das tierische Heer
Ja, wir sind die Herren der Welt!
Die König auf dem Meer:
Tirallala, tirallala
Tirallala, tirallala
Hei, Hei!
Wir sind die Herren der Welt!
Die König auf den Meer: